# Temenuschka Petkowa

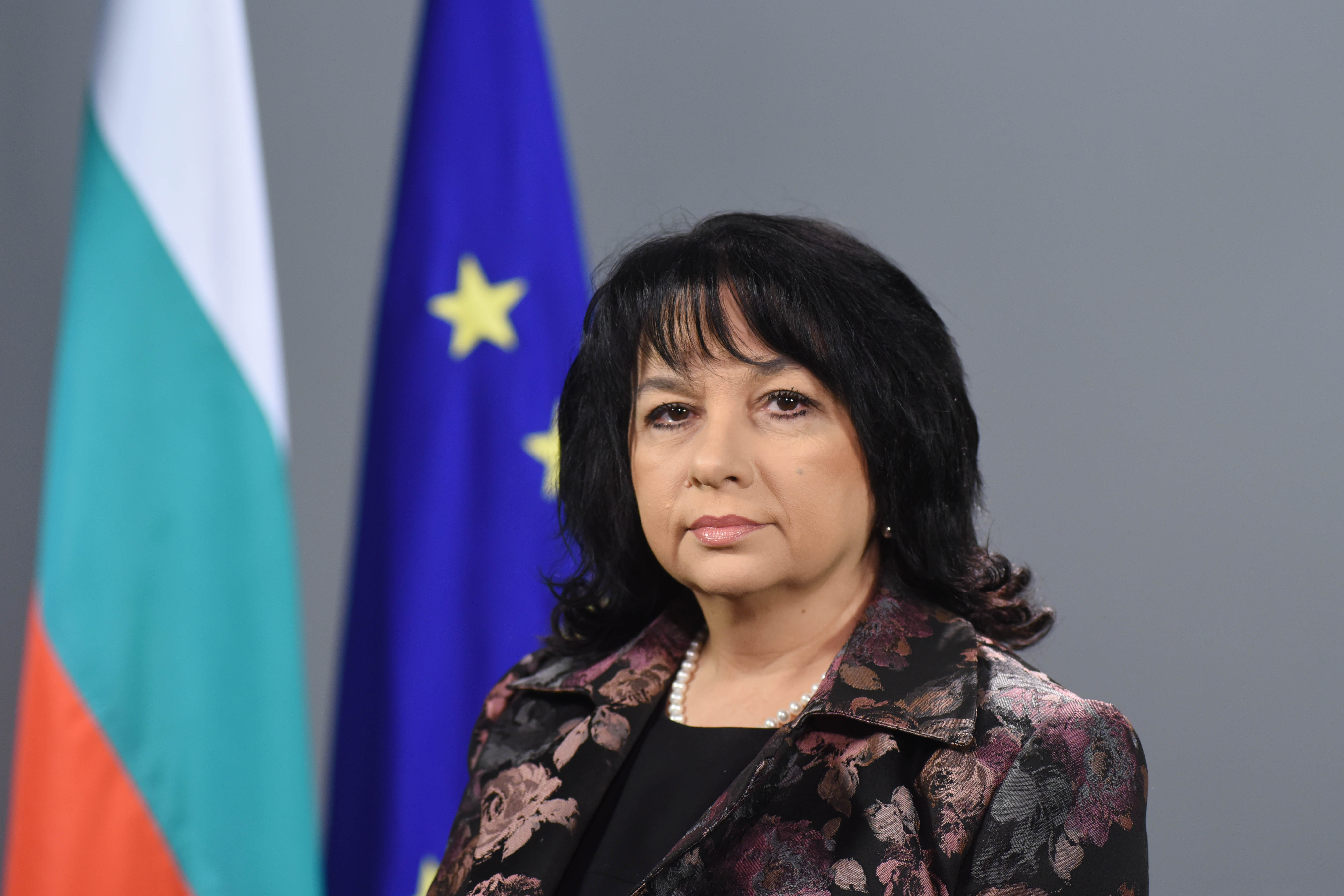
Temenuschka Petkowa: offizielles Porträt zur bulgarischen EU-Ratspräsidentschaft 2018

Temenuschka Petrowa Petkowa (auch Temenoujka Petkova, Temenuzhka Petkova oder Temenužka Petkova geschrieben, bulgarisch Теменужка Петрова Петкова; * 18. Januar 1967 in Sofia, Volksrepublik Bulgarien) ist eine bulgarische Politikerin.
Von 2014 bis 2017 war sie Energieministerin ihres Landes, zuvor hatte sie das Amt der stellvertretenden Finanzministerin inne.
Von Mai 2017 bis Mai 2021 war Petkowa erneut Energieministerin und gehörte dem Kabinett Borissow III an.
Sie ist Mitglied der konservativen Partei GERB des Ministerpräsidenten Bojko Borissow.

## Biografie und Ausbildung
Temenuschka Petkowa wurde in Sofia geboren. Sie studierte an der Sofioter Universität für National- und Weltwirtschaft, an der sie sich auf Buchhaltung und Controlling spezialisierte. Nach der politischen Wende in Bulgarien hielt sie sich in Großbritannien und Irland auf, an deren Finanzministerien sie in interner Revision des öffentlichen Sektors weitergebildet wurde. Am Finanzministerium Portugals wurde sie in staatlicher Finanzinspektion ausgebildet.

## Politische und administrative Laufbahn

### Beamtentätigkeit
Von 1992 bis 2000 war Petkowa als Finanzprüferin und -expertin in der für staatliches Finanzcontrolling zuständigen Behörde der Hauptstadt Sofia tätig. Danach arbeitete sie als Abteilungsleiterin und Auditorin bei der nationalen Agentur für staatliche interne Finanzprüfung.
Im Jahr 2007 wurde sie zur Direktorin der für Organisation und Durchführung der Inspektionstätigkeit zuständigen Abteilung bei der Agentur der staatlichen Finanzinspektion der Republik Bulgarien (ADFI, АДФИ). 2010 wurde sie zur Direktorin dieser Behörde befördert. Dieses Amt übte sie bis 2013 aus.

### Stellvertretende Finanzministerin der Republik Bulgarien
Von August bis November 2014 war Temenuschka Petkowa Stellvertreterin des Finanzministers Rumen Poroschanow. Sie gehörte damit dem kurzlebigen Kabinett des ehemaligen Sozialisten Georgi Blisnaschki an.
Als stellvertretende Finanzministerin leitete sie die Ressorts „Steuerpolitik“ und „internes Controlling“ des Ministeriums. Sie war außerdem für die Nationale Finanzbehörde, die Zolldirektion, die staatliche Glücksspielkommission und die Agentur der staatlichen Finanzinspektion zuständig, deren Direktorin sie zuletzt war.

### Energieministerin der Republik Bulgarien
Mit Amtsantritt des Kabinetts Borissow II am 7. November 2014 wurde sie vom Parlament zur Energieministerin ihres Landes gewählt. Das Amt führte sie bis zum 27. Januar 2017 aus.
Seit dem 4. Mai 2017 ist sie erneut Ministerin für Energie, diesmal im Kabinett Borissow III. Damit vertrat sie das Energieressort der Ratspräsidentschaft im Ministerrat der Europäischen Union in der ersten Jahreshälfte 2018.
Ihre Amtsführung und Professionalität wurden aufgrund mehrerer Skandale wiederholt medial kritisiert, allerdings ist auch ihre Kompromissfähigkeit herausgestellt worden. Am 12. Mai 2021 schied sie mit dem Ende der Legislaturperiode aus ihrem Amt aus. Den Posten als Energieminister in der Nachfolgeregierung Janew übernahm Andrej Schiwkow.

### Abgeordnete zum bulgarischen Parlament
Von April 2017 bis Mai 2017 gehörte sie dem 44. Narodno Sabranie an. Im Parlament vertrat sie den Wahlkreis Targowischte, den sie mit etwas mehr als einem Drittel der Wählerstimmen gewann. Petkowa war Mitglied der GERB-Fraktion. Mit Antritt ihrer zweiten Amtszeit als Energieministerin am 4. Mai 2017 schied sie aus ihrem Parlamentsmandat aus. Artikel 68 der bulgarischen Verfassung sieht vor, dass Parlamentsabgeordnete kein weiteres staatliches Amt innehaben dürfen.

## Politische Positionen

### Tätigkeiten der Finanzbehörden
Als Direktorin der Finanzinspektion bemängelte sie im Jahr 2012 öffentlich falsch durchgeführte Verfahren bei öffentlichen Ausschreibungen und das Nichteinhalten der Finanzdisziplin staatlicher Institutionen. Oftmals stelle die Behörde auch im Nachhinein veränderte Vertragsbedingungen fest, bei denen der Preis öffentlicher Investitionen zulasten des Steuerzahlers nach oben korrigiert werden müsse.

### Atomenergie

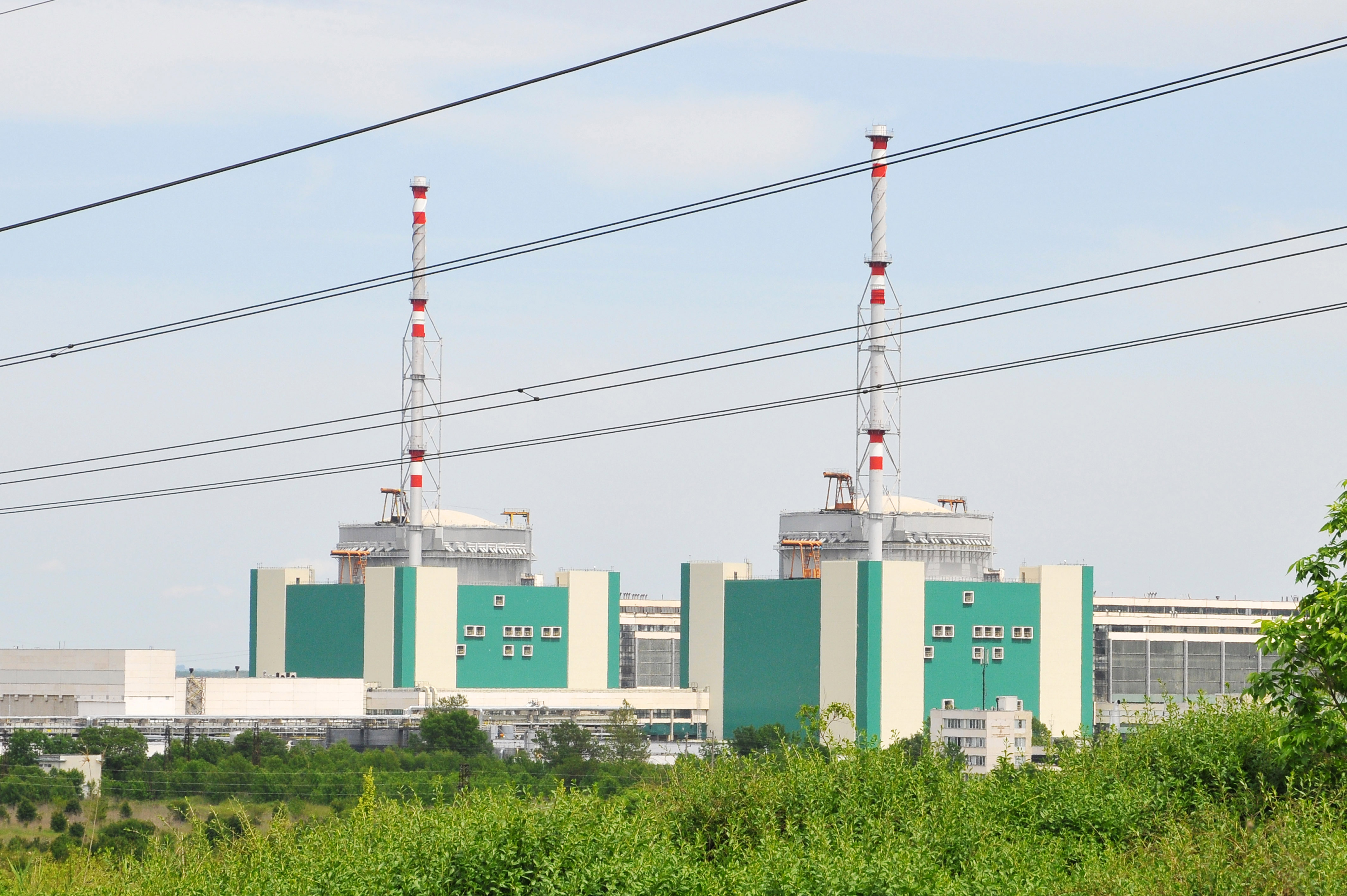
Reaktorblöcke 5 und 6 des AKW Kosloduj

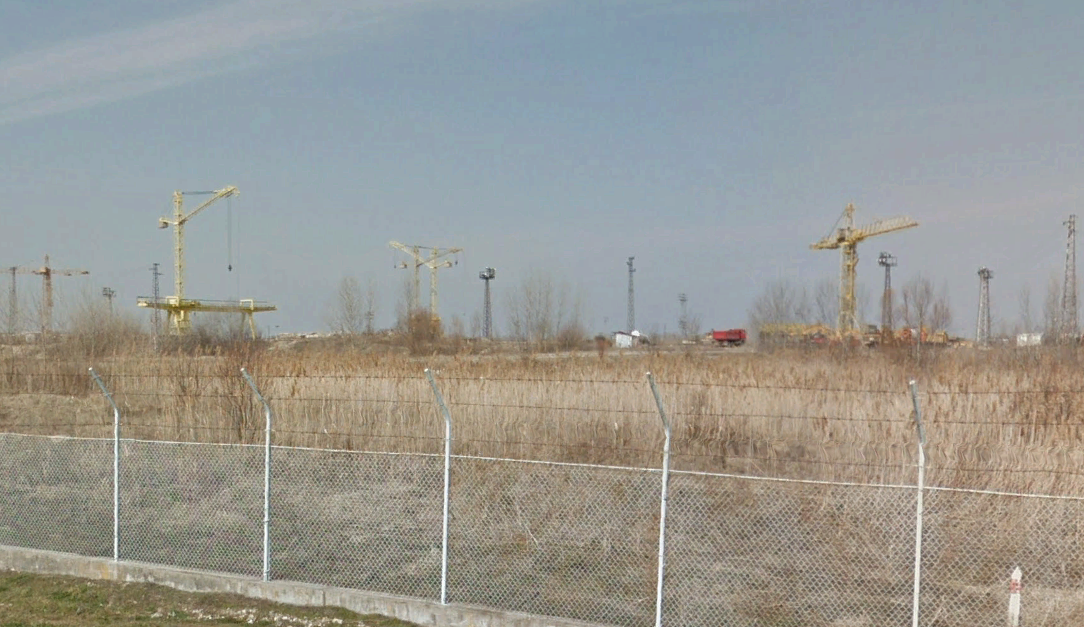
Das aufgelassene AKW Belene

Während ihrer ersten Amtszeit als Energieministerin erklärte sie, die Priorität ihrer Regierung in Bezug auf die Energiepolitik liege in der Verlängerung der Lebensdauer der Reaktorblöcke 5 und 6 des Atomkraftwerks Kosloduj. 2017 und 2019 wurden deren Laufzeit um zehn Jahre verlängert.
Zwischenzeitlich verfolgte das Kabinett Borissow jedoch einen Vorstoß zur Weiterführung des Baus eines neuen Atomkraftwerks in Belene, ein entsprechender Parlamentsbeschluss wurde am 7. Juni 2018 verabschiedet, obwohl der Weiterbau seit 2012 ruht. Die russische Atombehörde Rosatom bekundete ihr Interesse an beiden Vorhaben, zumal sie mit ihrem AKW-Bauunternehmen Atomstroiexport bereits am abgeschriebenen Bau in Belene beteiligt war.
Das Bauprojekt steht national und international in der Kritik, da Belene in einem Erdbebengebiet liegt.
Im Jahr 2016 unternahm das Energieministerium einen erfolglosen Versuch, Teile des AKW Belene zu verkaufen, um so das Großprojekt mittels Privatinvestitionen zu vollenden.
Petkowa erklärte im Januar 2021, dass ein Weiterbau des AKW in Belene unwahrscheinlich sei, da im Zuge der COVID-19-Pandemie kein Investor gefunden werden konnte.  Sie versicherte allerdings, dass bereits bestellte Bauteile und Ausrüstung für einen siebten Reaktorblock im Kernkraftwerk Kosloduj verwendet werden sollten.  Ebenfalls dementierte sie Gerüchte über eine vermeintliche Havarie im fünften Reaktorblock des AKW Kosloduj.

### Erdgaspolitik
Im Zuge der Inbetriebnahme der Pipeline Balkan Stream, die als Abzweig von Turkish Stream unter anderem Bulgarien, Ungarn und Serbien mit russischem Erdgas versorgt, gab Petkowa bekannt, dass die bulgarische Regierung nicht mit Sanktionen seitens der Vereinigten Staaten rechne – zuvor verhängte die scheidende Trump-Administration solche über Mitwirkende am Nord-Stream-2-Projekt – da die Infrastruktur gänzlich in bulgarischer Hand sei und auch aus bulgarischen Mitteln finanziert worden sei.

### Klimaneutralität
Temenuschka Petkowa nannte die durch die EU-Kommission für das Jahr 2050 ausgelobte Klimaneutralität ein wesentliches Ziel ihres Ressorts. Dabei seien sowohl die USA als auch Russland strategische Partner der bulgarischen Energiepolitik.
Sie erklärte wiederholt, dass zum Erreichen dieses Ziels Bulgarien bereit sei, seinen Beitrag und seine Erfahrung im Bereich der Kernenergie einzubringen. Petkowa äußerte Bedenken an den Plänen der Europäischen Kommission und merkte an, dass Klimaneutralität nur mithilfe von Atomenergie erreicht werden könne. Vertreter der Europäischen Kommission missbilligen allerdings die Verwendung der Kernkraft im Zusammenhang mit dem European Green Deal und weisen darauf hin, dass die AKWs vom Übergangs- und Ausgleichsfonds der EU für strukturschwache Regionen ausgeschlossen seien. Die Kompetenz für den Energiesektor liegt trotzdem weiterhin bei den Mitgliedsstaaten.
Petkowa betonte in diesem Zusammenhang, dass die Europäische Kommission zwar keine Fristen zum Ausstieg aus der Kohleverstromung gesetzt habe, die Republik Bulgarien allerdings schrittweise den Kohlestrom-Anteil verkleinern und einzelne Anlagen abschreiben werde.